# Air Canada
Air Canada (TSX: AC.A, TSX: AC.B) — крупнейшая канадская авиакомпания, один из членов-основателей альянса Star Alliance. Штаб-квартира авиакомпании находится в городе Монреаль. Air Canada осуществляет регулярные и чартерные авиаперевозки пассажиров и грузов по 207 направлениям по всему миру. Основными хабами являются аэропорт Пирсон в Торонто, аэропорт Пьера Эллиота Трюдо в Монреале, аэропорт Ванкувер. Дополнительный хабы расположены в аэропортах городов Калгари, Галифакс и Оттава.

## История
Компания была основана в 1937 году как Trans-Canada Airlines (TCA) и называлась так до 1964 года. Трансконтинентальные рейсы авиакомпания начала выполнять в 1938 году. В 1949 году штаб компании переехал из Виннипега (Манитоба) в Монреаль, где и располагается в настоящее время. С июля 1984 года для поощрения клиентов компании действует программа Aeroplan. В 1989 году авиалинии были приватизированы. В 1997 году вместе с несколькими авиакомпаниями основала Star Alliance. В 2000 компания завладела вторым по величине канадским авиаперевозчиком — Canadian Airlines. В 2003 году авиакомпания подала иск о защите от банкротства, а в следующем году возникла и реорганизована в холдинг ACE Aviation Holdings Inc.

## Флот
В мае 2025 года флот Air Canada состоял из 213 самолетов, средний возраст которых 12,1 лет:

## Дочерние компании
- Air Canada Express
- Air Canada Cargo
- Air Canada Rouge
- Air Ontario
- Air Tango
- Air BC
- Air Nova
- Sky Regional Airlines
- Zip

## Деятельность
Air Canada обслуживает рейсы в 98 пунктов Канады, США, Латинской Америки, Европы, Австралии и Азии. В сотрудничестве с Air Canada Jazz осуществляются полёты в 160 направлениях.
Рекордами перевозок пассажиров являются 2006 и 2017 года, в которых перевезли 34 и 48 миллионов пассажиров соответственно.

## Авиационные происшествия
| Дата       | Самолёт                   | Место         | Жертвы  | Краткое описание |
| ---------- | ------------------------- | ------------- | ------- | --- |
| 05.07.1970 | Douglas DC-8-63           | Торонто       | 109/109 | Во время захода на посадку ударился правым крылом о ВПП в результате чего оторвался один двигатель. Заход на посадку был прерван, но повреждённая плоскость крыла взорвалась |
| 02.06.1983 | McDonnell Douglas DC-9-32 | Цинциннати    | 23/46   | Во время полёта на борту начался пожар. Через 90 секунд после аварийной посадки, огонь распространился на весь самолёт, и он почти полностью выгорел.                        |
| 23.07.1983 | Boeing 767-233            | Манитоба      | 0/69    | Из-за ошибки наземных служб, исчерпал всё топливо в середине полёта. После выключения двигателей, совершил посадку на авиабазе Гимли.                                        |
| 29.03.2015 | Airbus A320-211           | Галифакс      | 0/138   | Из-за ошибки экипажа в условиях плохой видимости приземлился недалеко от торца ВПП.                                                                                          |
| 07.07.2017 | Airbus A320-211           | Сан-Франциско | 0/140   | Едва избежал столкновения с 4 полностью загруженными пассажирами самолётами на рулёжной дорожке, куда экипажа хотел посадить лайнер, перепутав её с ВПП.                     |

## Галерея

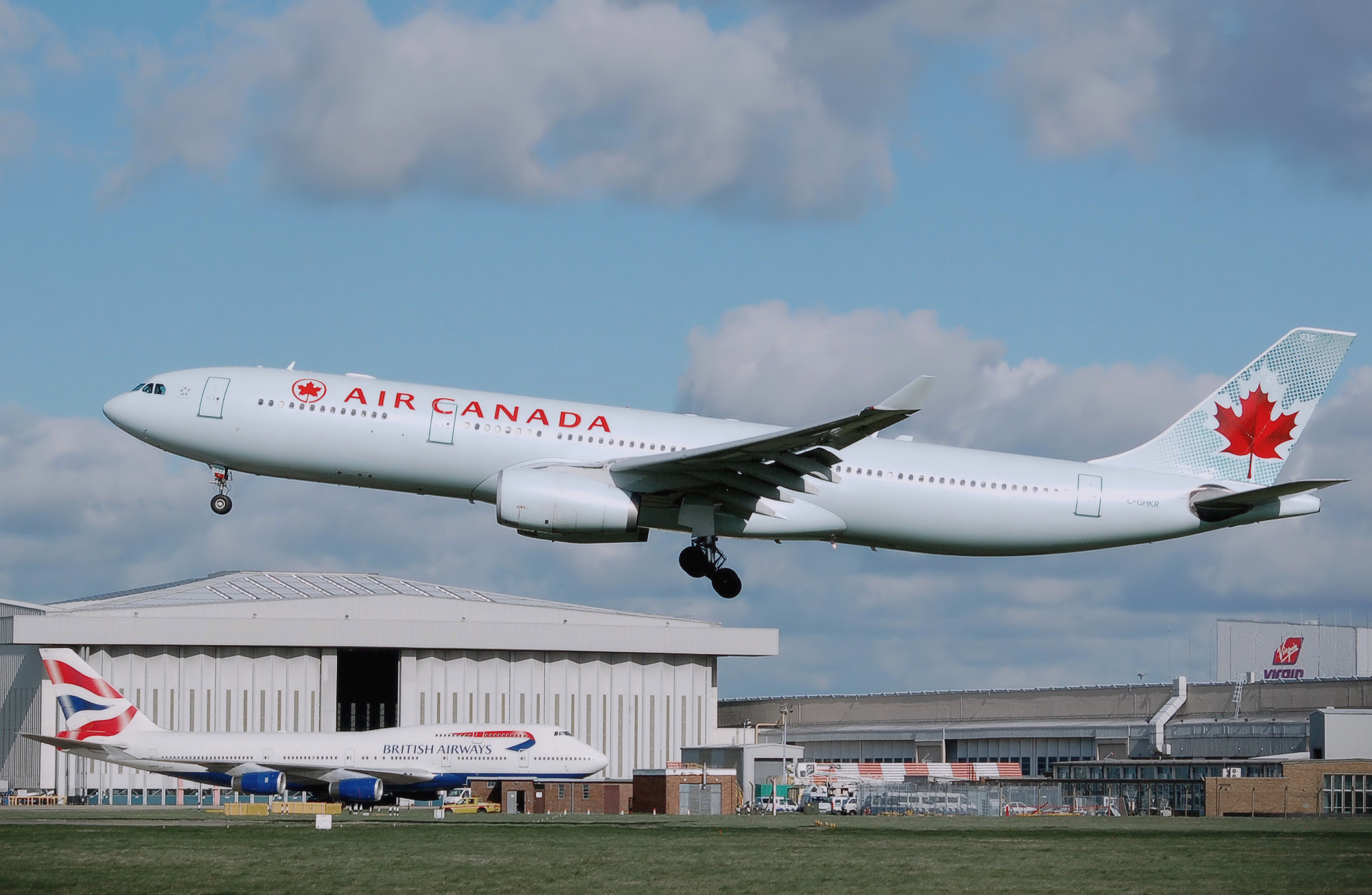
Airbus A330-300
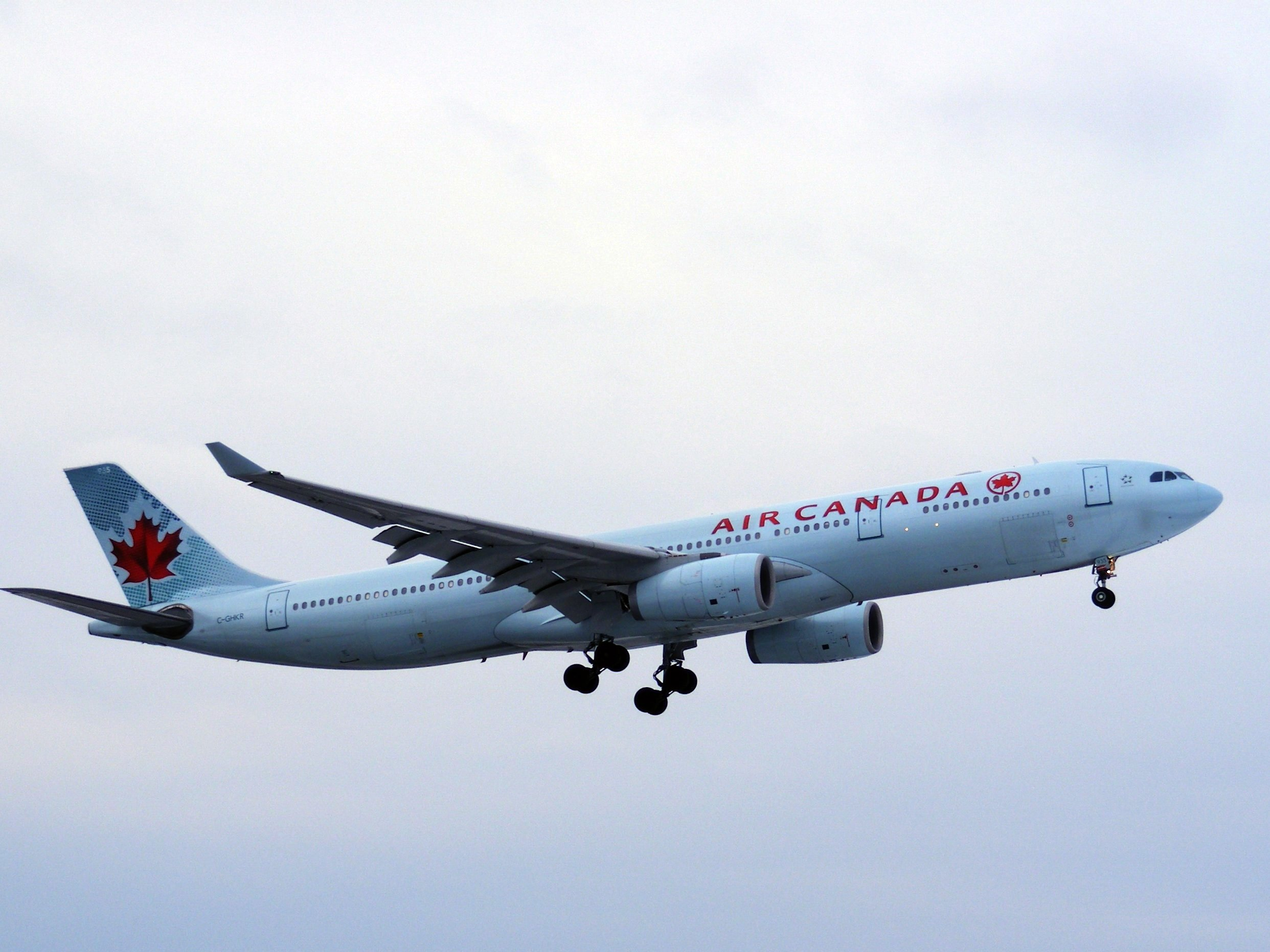
Airbus A330-300
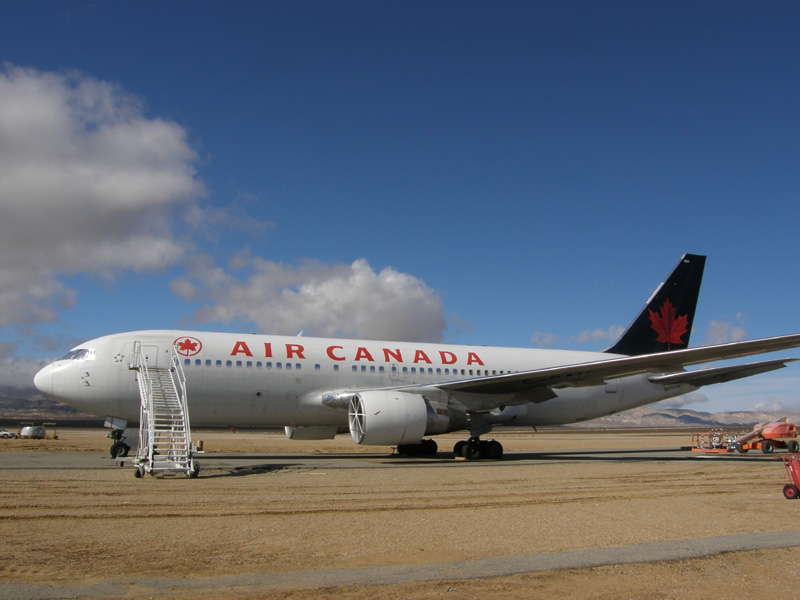
Boeing 767 «Gimli Glider»
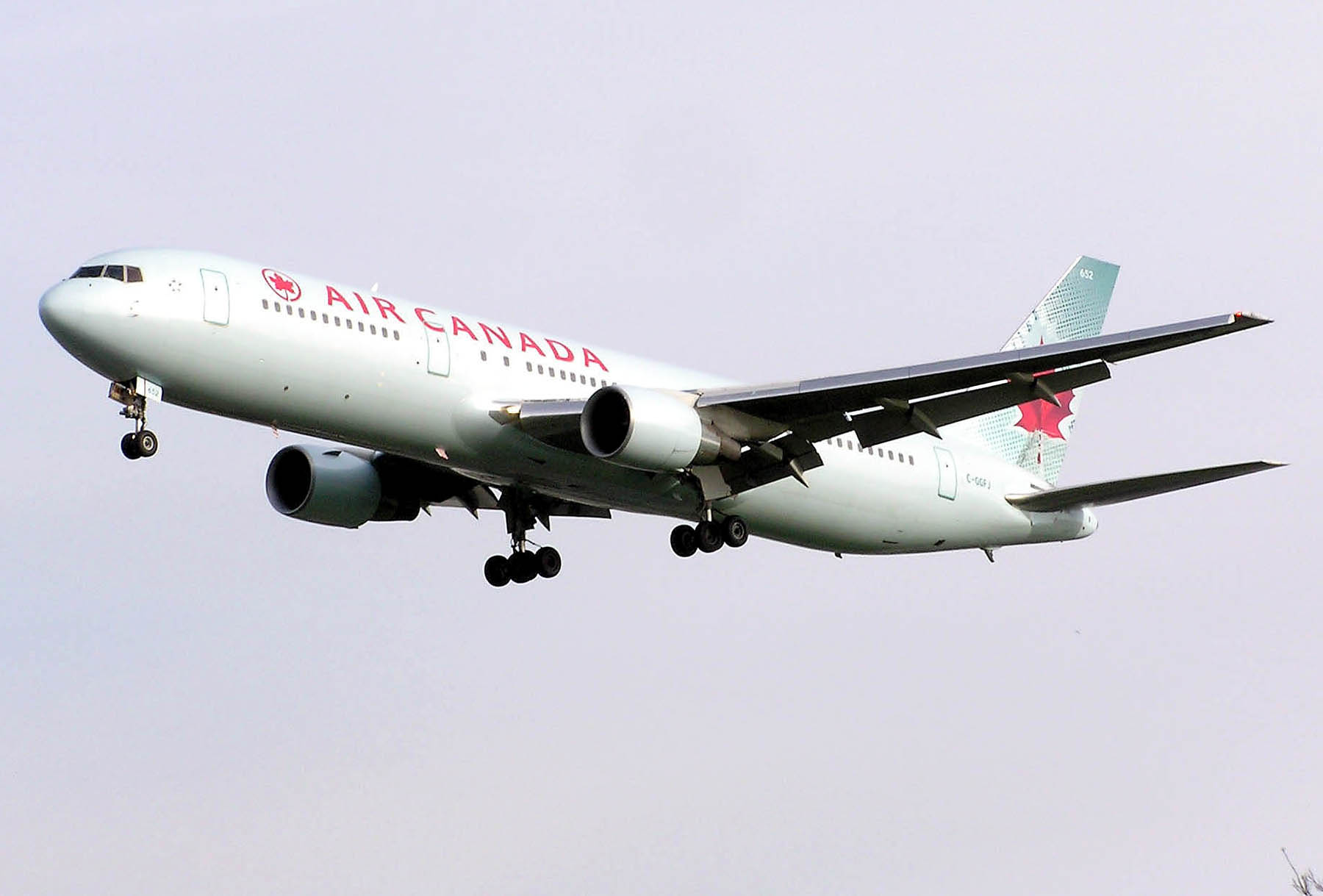
Boeing 767-300
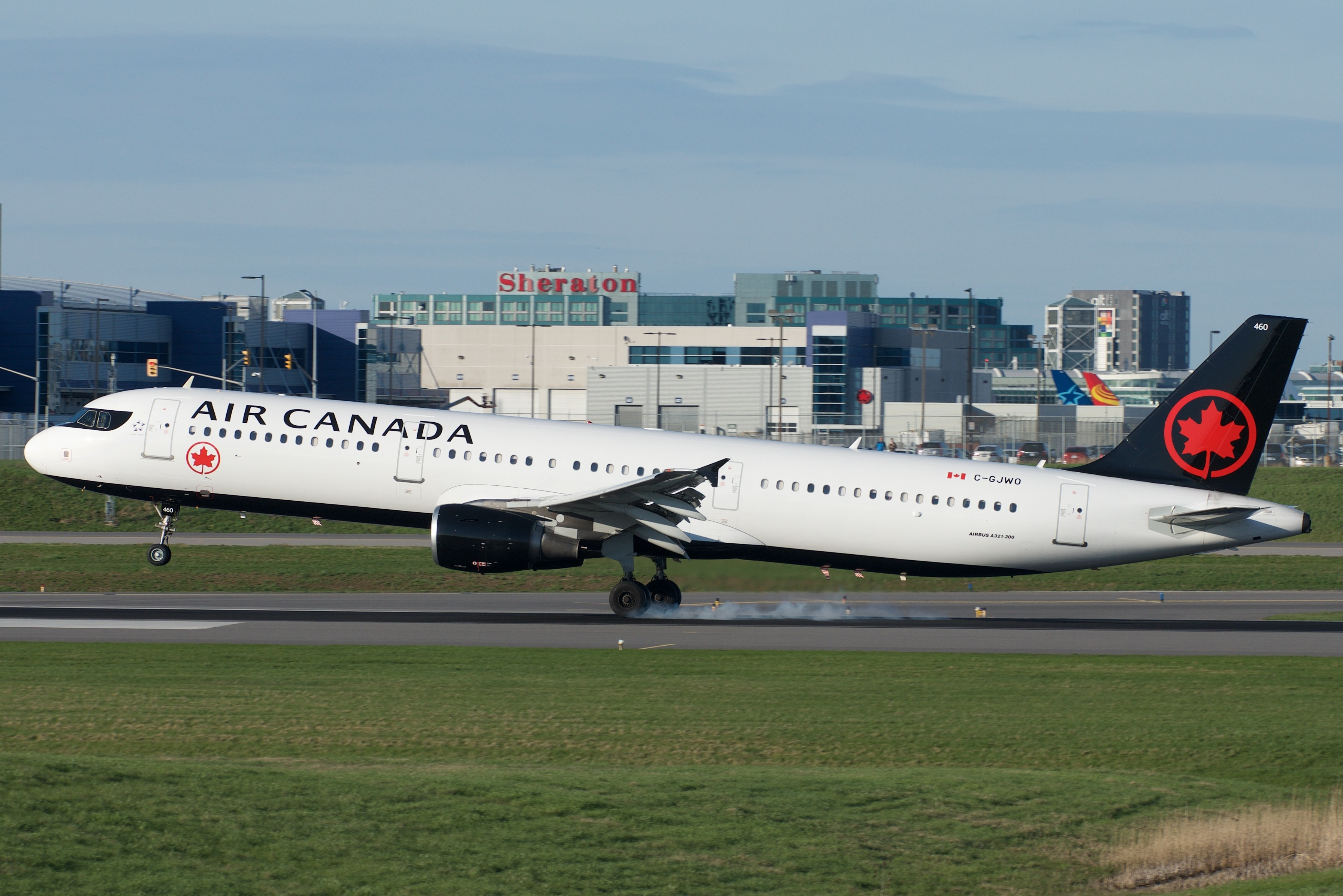
Airbus 321 в новой ливрее
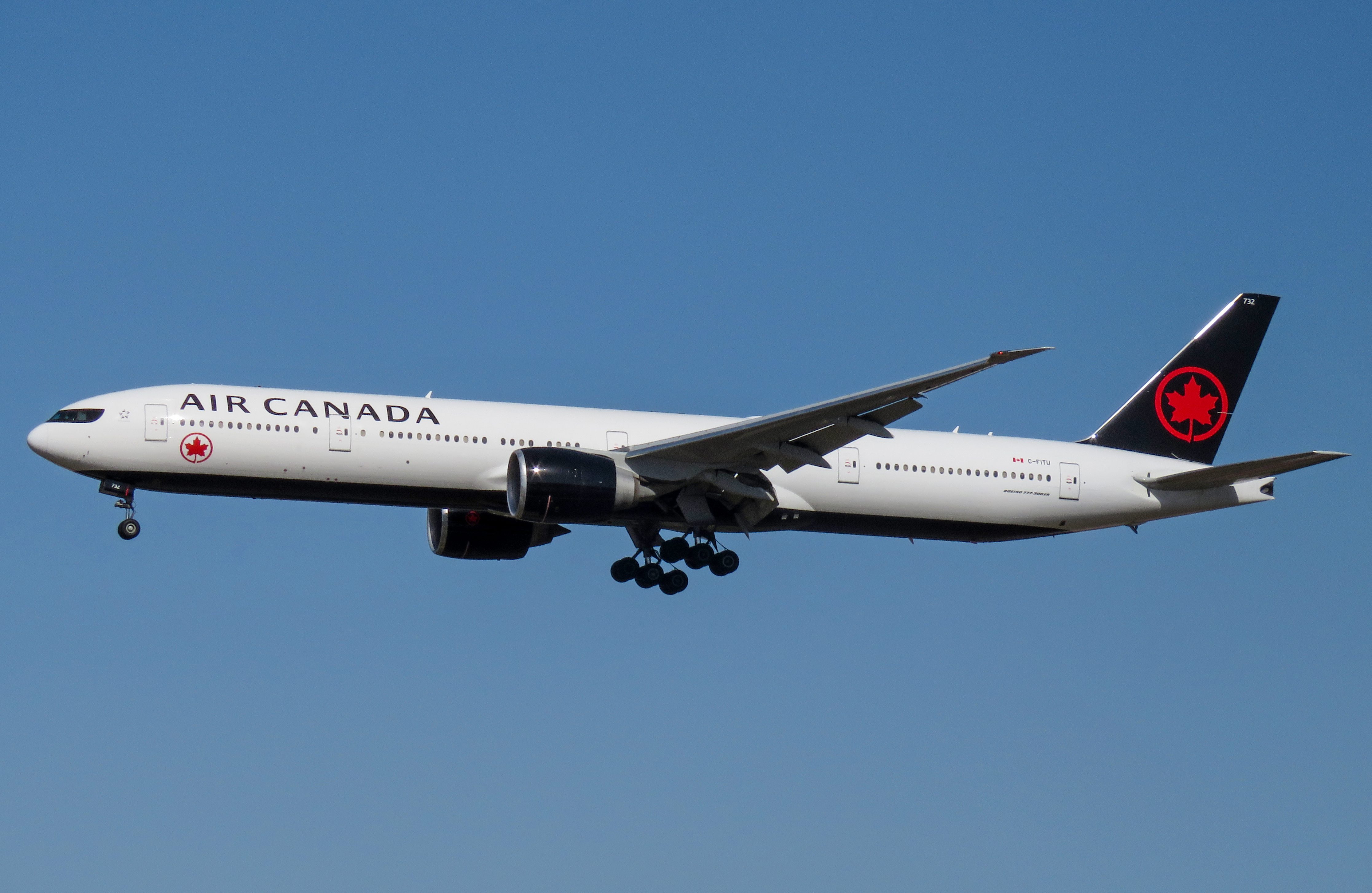
Boeing 777-300ER в новой ливрее